# Fúria de Viver
Fúria de Viver é uma telenovela portuguesa, produzida e exibida pela SIC no horário nobre da emissora, entre 7 de Janeiro de 2002 e 27 de Setembro do mesmo ano. A novela, que foi a segunda telenovela portuguesa da SIC depois de Ganância, foi adaptada por Helena Amaral e Isabel Fraústo da 3ª temporada do original italiano "Vivere". E teve como diretores Patrícia Sequeira e Lourenço Mello.
A trama contou com Alexandra Lencastre, João Perry, Julie Sargeant, Nicolau Breyner, Rita Ribeiro, Ana Brandão, Carlos Vieira, São José Lapa, Rita Loureiro, Margarida Vila-Nova, Ana Oliveira, Rogério Samora e Paulo Pires nos papeis principais.

## Sinopse
Não longe de Lisboa, numa cidade de província onde todos se cruzam e relacionam, sobrevivem incontáveis segredos, ambições desmedidas e uma incontrolável fúria de viver.
Fúria de Viver conta a história dos amores, ciúmes, intrigas, crimes e luta pelo poder entre quatro famílias de Vila Nova da Barragem: a família Albuquerque Lima (a mais notável da cidade), a família Antunes (representando os comerciantes bem sucedidos), a família Lacerda (tradicionalmente ligada à Medicina) e a família Rocha (a menos influente do ponto de vista cultural e económico).
A família Albuqerque Lima viverá momentos de grande tensão criados pela infidelidade de Teresa (São José Lapa), pela maldade de Gonçalo (Rui Luís Brás), pela dificuldade de Madalena (Rita Loureiro) em concretizar o seu amor, pela irreverência de Rita (Margarida Vila Nova) e pela infelicidade de António (João Perry) que, ao fim de trinta anos, percebe ter um casamento de conveniência e não de amor.
A família Antunes, encabeçada por Victor (Nicolau Breyner) e Manuela (Rita Ribeiro) tenta a todo o custo manter a harmonia que é frequentemente posta em risco pelos conflitos de personalidades das suas três filhas - Luísa (Ana Brandão), Vera (Julie Sargent) e Inês (Ana Oliveira) e pelas surpresas que a vida lhes reserva.
A família Lacerda/Cabral, que inicialmente se assume como um exemplo de sucesso, será surpreendida por uma série de escândalos e situações dramáticas: o adultério de Filipe (Rogério Samora), a relação com um homem mais novo de Beatriz (Alexandra Lencastre) e o inconformismo de Guilherme (João Baptista).
A somar aos problemas da família Cabral há ainda a considerar os dramas que envolvem o pai e o irmão de Beatriz, Mário (Victor de Sousa) e Pedro Lacerda (Filipe Duarte) entre os quais se destacam a prisão de Pedro, o regresso da mãe deste e a prepotência de Mário.
A família Rocha é a mais marcada por dificuldades e problemas. Paula (Maria João Luís) vê-se obrigada a confessar ao seu filho Bruno (Gonçalo Wadington) que é fruto de uma violação. O reencontro com o pai de Bruno, Joaquim Sarmento (Adriano Luz) leva Paula a tentar o suicídio conduzindo-a posteriormente à cadeia acusada de homicídio. Nem a sua relação amorosa com Henrique (João Lagarto), o  coordenador local da Polícia Judiciária, aliviará esta tensão.

## Elenco principal
- João Perry - António Lima
- São José Lapa - Teresa Lima
- Laura Soveral - ???
- Rita Loureiro - Madalena Lima
- Rui Luís Brás - Gonçalo Lima
- Margarida Vila-Nova - Rita Lima
- Nicolau Breyner - Vítor Antunes
- Rita Ribeiro - Manuela Antunes
- Ana Brandão - Luísa Antunes
- Julie Sargeant - Vera Antunes
- Ana Oliveira - Inês Antunes

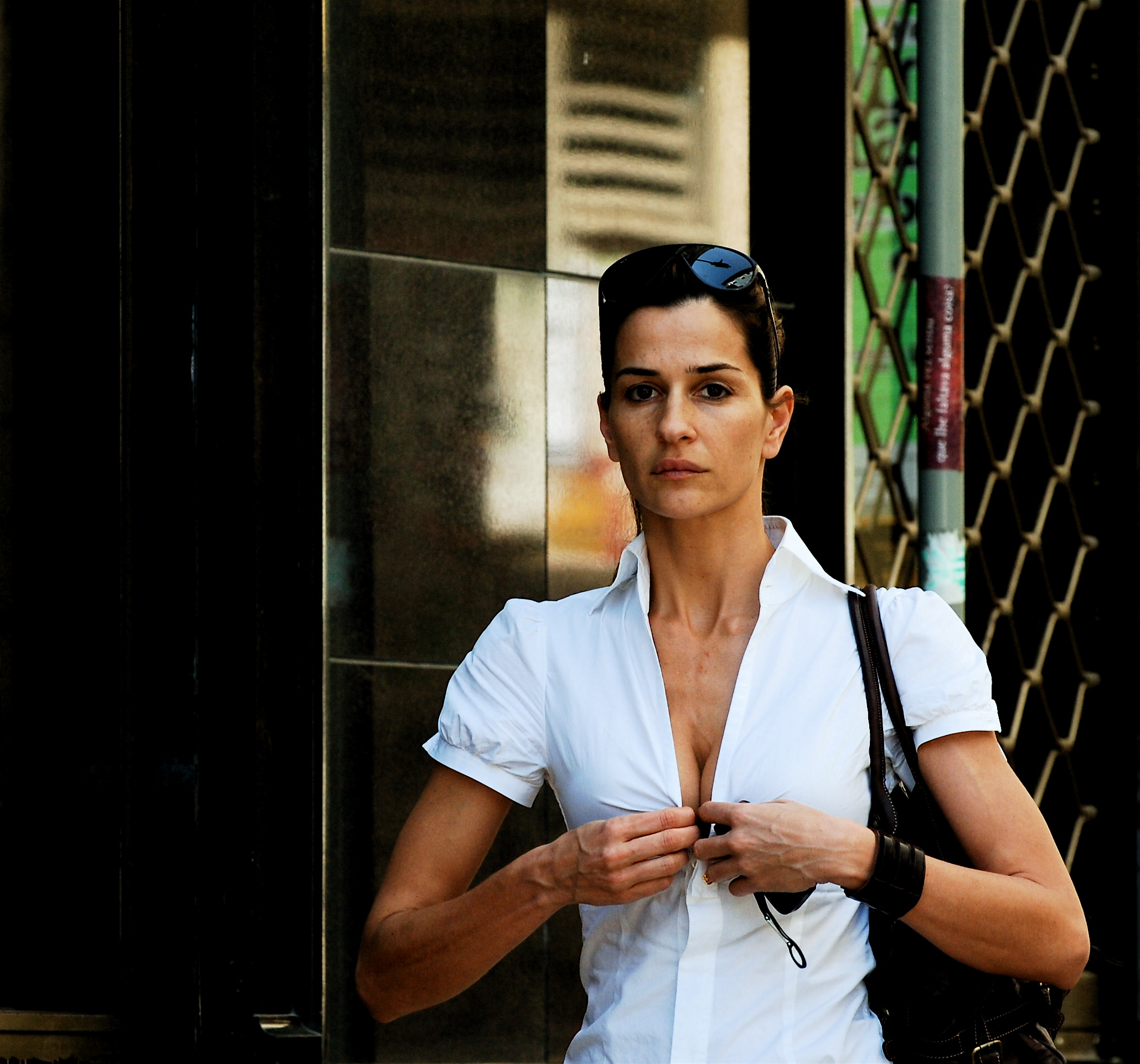
Sofia Aparício interpretou Cristina.

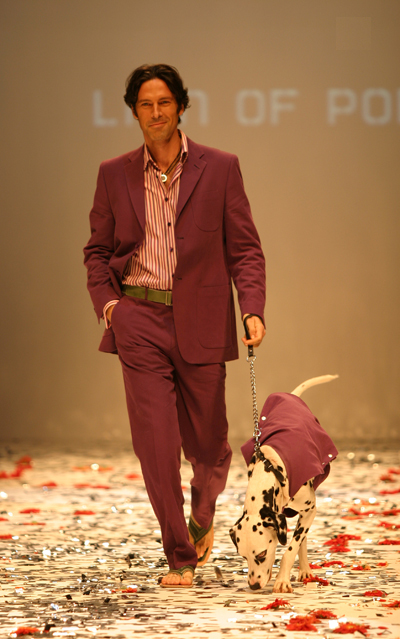
Paulo Pires interpertou João Castel Novo.

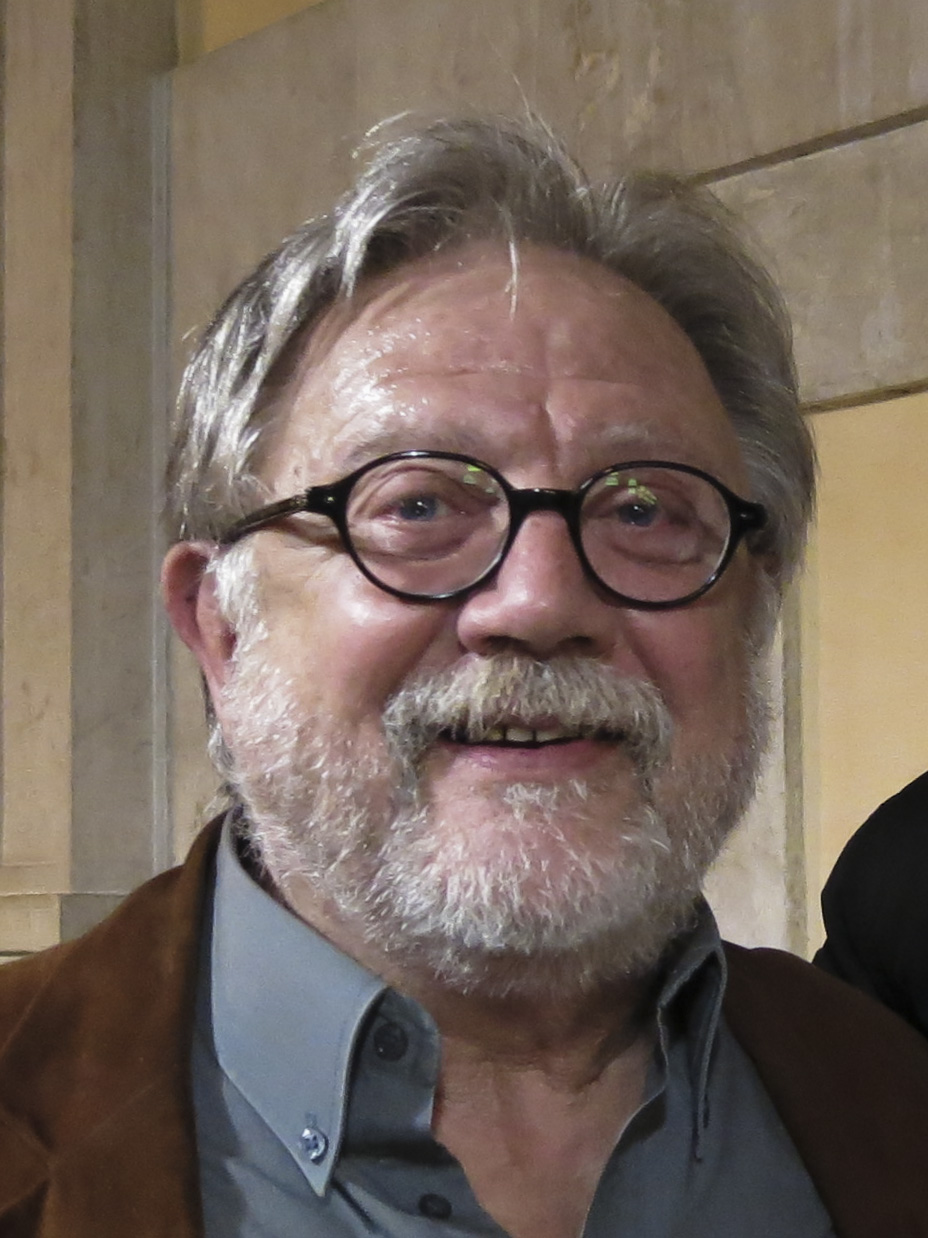
João Perry interpertou António Lima.

- Alexandra Lencastre - Beatriz Lacerda Cabral
- Rogério Samora -  Filipe Cabral
- João Baptista - Guilherme Cabral
- Vítor de Sousa - Mário Lacerda
- Filipe Duarte - Pedro Lacerda
- Maria João Luís - Paula Rocha
- Gonçalo Waddington - Bruno Rocha
- João Lagarto - Henrique Correia
- Carlos Vieira- Jorge Nogueira
- Paulo Pinto - Sérgio Faria
- Adriano Luz - Joaquim Sarmento
- Paulo Pires -  João Castel Novo
- Sofia Aparício - Cristina
- Helena Laureano - Sofia
- Margarida Cardeal - Liliana Lobo
- Luís Lucas - Henrique Madureira
- Heitor Lourenço - Francisco Sousa

## Participação especial
- Inês Castel-Branco
- Nuno Lopes
- Rita Blanco

## Elenco adicional
- Ana Bastos
- Ana Maria Lucas
- Bruno Bravo - Manuel Silva
- Carlos Sebastião
- Eduardo Frazão
- João Vaz - Inspector Madeira
- Lucinda Loureiro
- Luís Zagalo
- Manuela Passarinho - Professora
- Miguel Costa - André
- Paulo Filipe
- Sónia Neves - Enfermeira

## Audiência
A estreia da novela Fúria de Viver, na SIC a 07 de Janeiro (Segunda-feira), foi visto por um total de 2.440.000 espectadores, em termos médios esta novela registou uma audiência de 9,5% e um share de 23,5%. O último episódio de Fúria de Viver teve 8,3% de audiência média e 35,8% de share e teve 748 mil espectadores.
Os melhores valores de audiência foram registados nas primeiras semanas de emissão onde a audiência média atingiu os 10%, valor que só viria a alcançar na semana 19 com 10.4% de audiência média. O último episódio da novela registou 8.3% de audiência média.